# Thisbe (geslacht)
Thisbe is een geslacht van vlinders uit de familie van de prachtvlinders (Riodinidae), onderfamilie Riodininae.
Thisbe werd in 1819 voor het eerst wetenschappelijk beschreven door Hübner.

## Soorten
Thisbe omvat de volgende soorten:
- Thisbe hyalina (Butler, 1867)
- Thisbe incubus (Hall, J, Lamas & Willmott, 2001)
- Thisbe irenea (Stoll, 1780)
- Thisbe lycorias (Hewitson, 1853)
- Thisbe molela (Hewitson, 1865)
- Thisbe rupestre Callaghan, 2001
- Thisbe ucubis (Hewitson, 1870)